# سلفوميتورون ميثيل
سلفوميتورون ميثيل هو مركب عضوي يستخدم مبيدا للأعشاب. يصنف ضمن مجموعة السلفونيليوريا. يعمل من خلال تثبيط الإنزيم سينثاز الأسيتولاكتات، والذي يحفز الخطوة الأولى في التخليق الحيوي لسلسلة أحماض أمينية متفرعة من فالين وليوسين وإيزوليوسين.